# Chevrolet Corvette C6.R

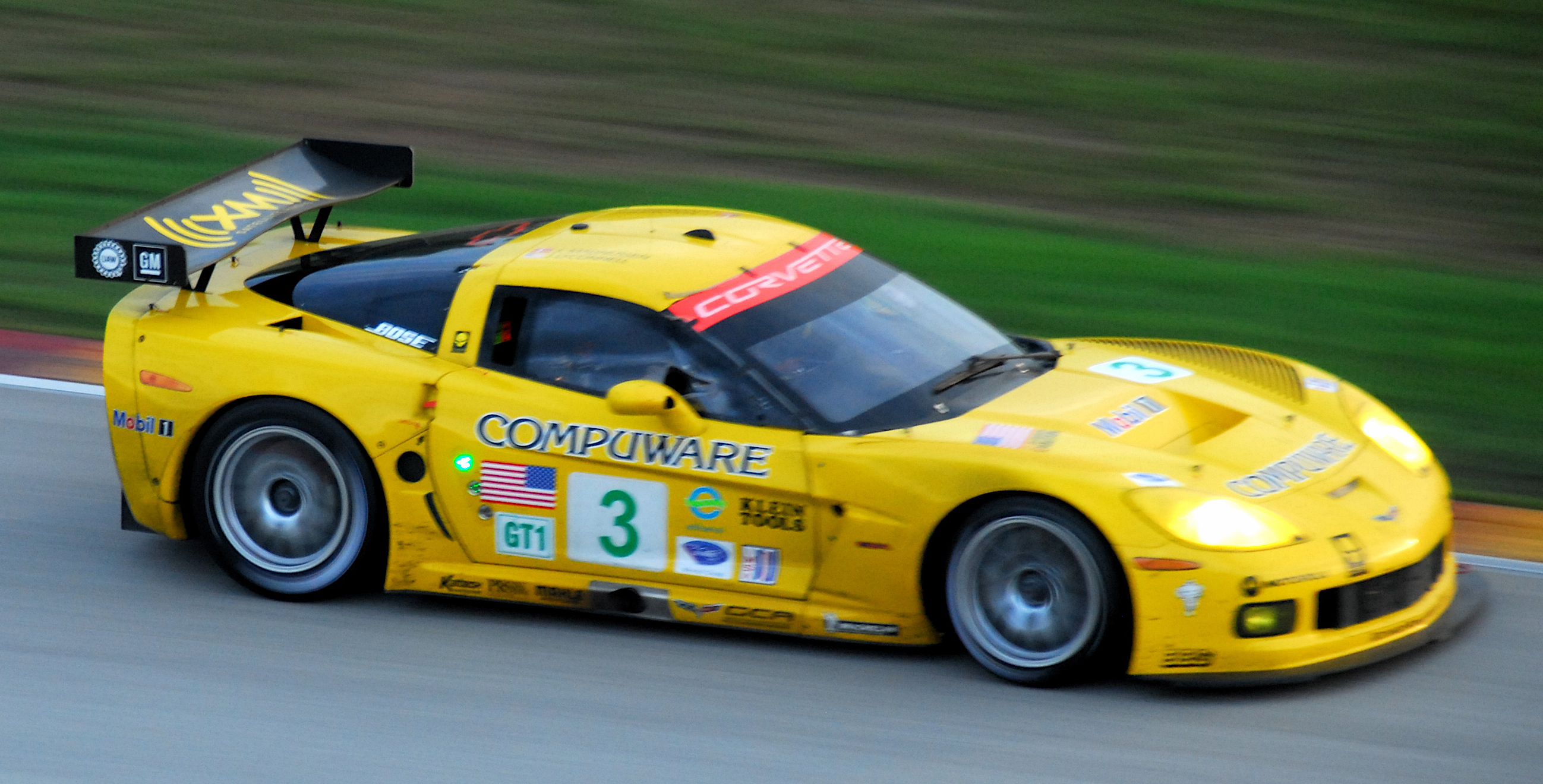
Die Chevrolet Corvette C6.R

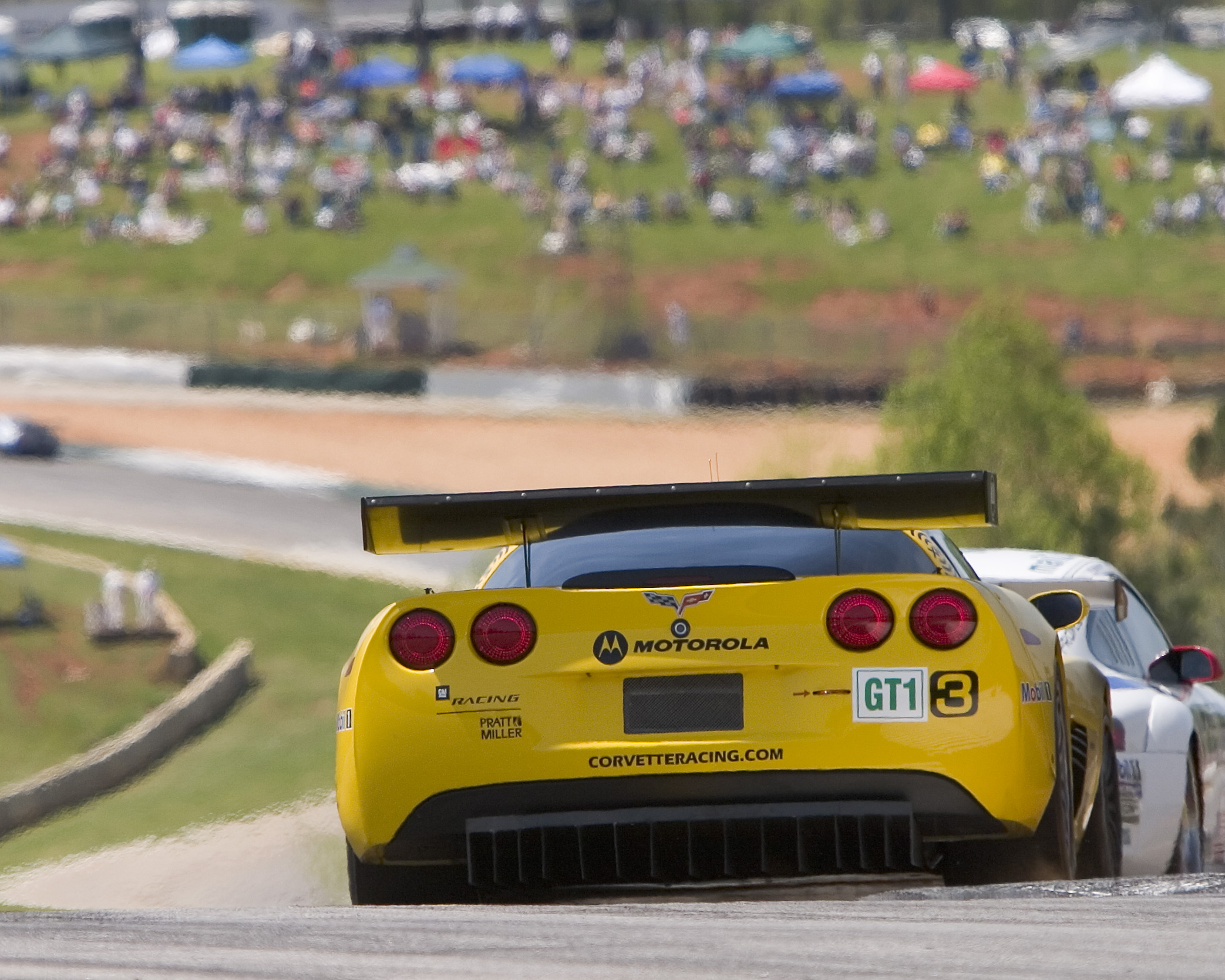
Das Heck der Corvette C6.R

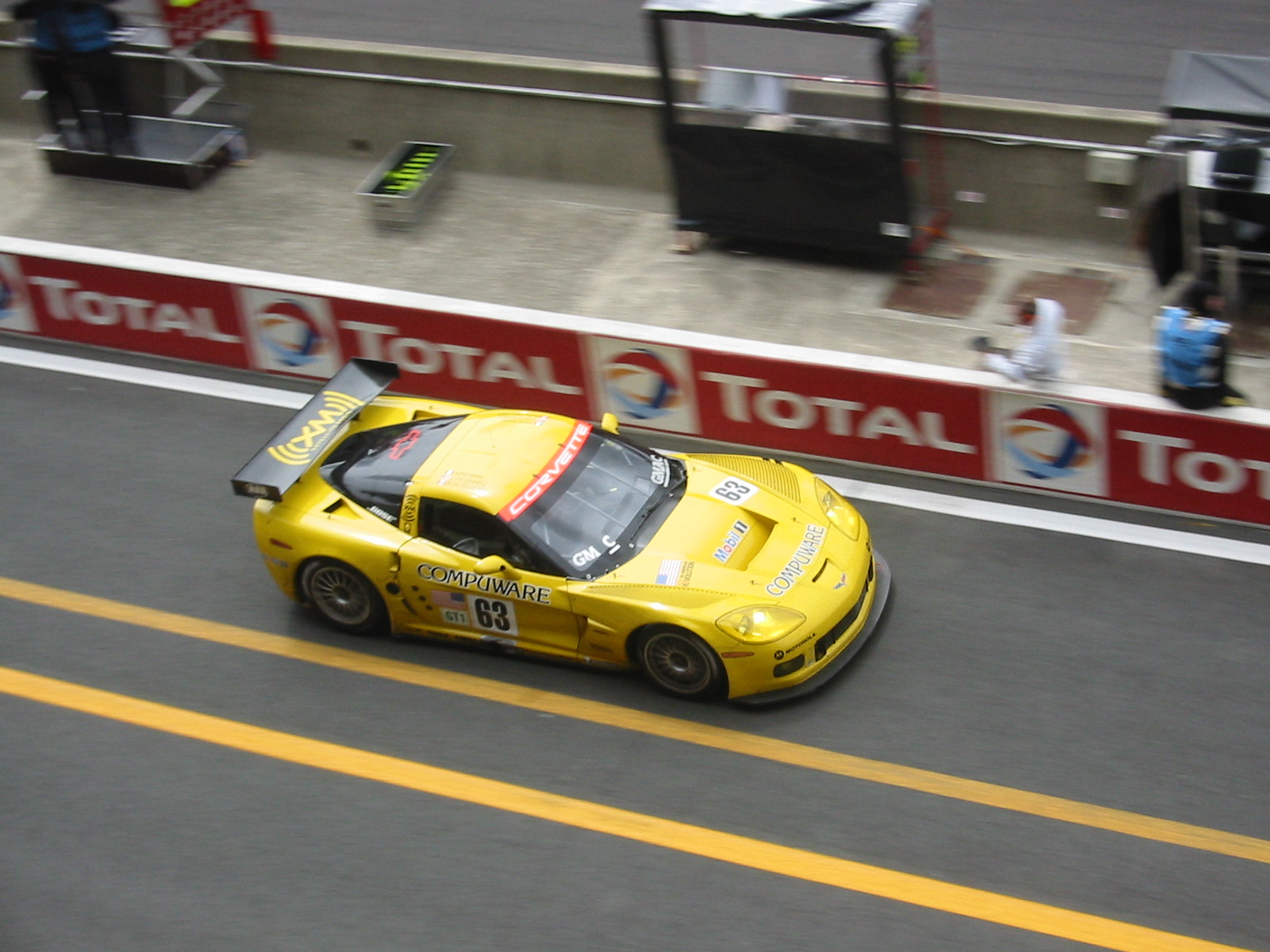
Eine Corvette C6.R in der Boxengasse beim 24-Stunden-Rennen von Le Mans 2005

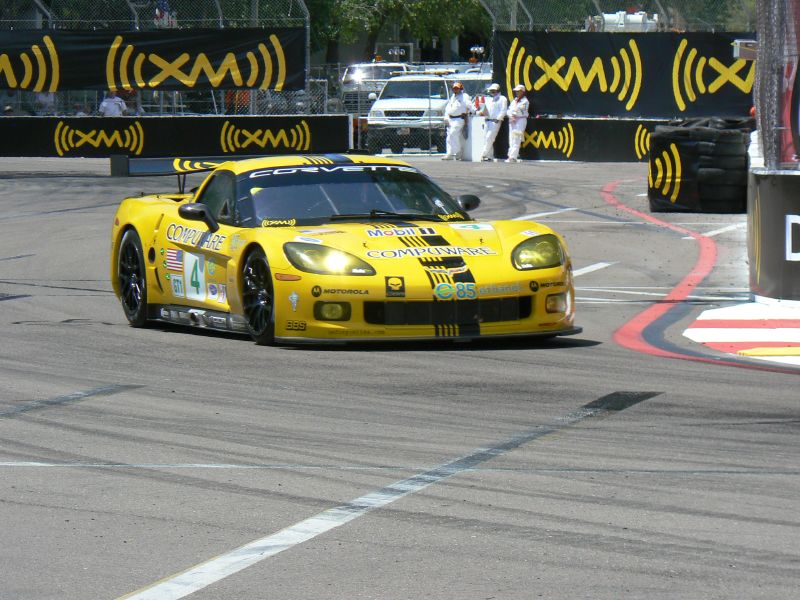
Die Corvette C6.R im Jahr 2008, nun mit Ethanol-Kraftstoff

Die Chevrolet Corvette C6.R ist ein GT1-Rennwagen, der von Pratt & Miller und General Motors für Sportwagenrennen entwickelt wurde. Das Fahrzeug ist der Nachfolger der Chevrolet Corvette C5-R und verwendet das Karosseriedesign der Corvette C6 sowie technische Verbesserungen. Seit ihrem Debüt 2005 knüpft die Corvette C6.R an die Dominanz der Corvette C5-R in ihrer Motorsportklasse an und erzielte bereits mehrere Meisterschaftssiege in der American Le Mans Series und Rennsiege in der Le Mans Series, der FIA-GT-Meisterschaft und beim 24-Stunden-Rennen von Le Mans.

## Entwicklung
Da sich bereits die Corvette C5-R als Siegerfahrzeug etablierte, war die Entwicklung der Corvette C6.R eher eine Weiterentwicklung als ein komplett neues Rennfahrzeug, das normalerweise eine lange Testphase benötigt. Pratt & Millers Entwicklung wurde dadurch gefördert, dass – im Gegensatz zur Corvette C5-R, welche erst zwei Jahre nach Erscheinen der Straßenversion debütierte – die Corvette C6 und die Corvette C6.R gleichzeitig entwickelt wurden. Das bedeutete, dass Designelemente, welche die Performance des Rennwagens verbesserten, auch für die Straßenversion verwendet werden konnten. Somit konnte die Corvette C6.R ungewöhnliche Aerodynamikteile verwenden und erfüllte dennoch die Anforderungen an die Homologation. Umgekehrt konnten dadurch auch Elemente des Rennwagens für die Corvette Z06, dem Topmodell der Straßenversion verwendet werden, deren Form der der Corvette C6.R gleicht.
Ein großer Teil der Rahmenkonstruktion der Corvette C6 wurde bei der Corvette C6.R übernommen und Teile aus leichtem Aluminium verwendet. Da der Straßenwagen nun permanente in die Karosserie integrierte Frontscheinwerfer statt Klappscheinwerfer wie die Corvette C5 hatte, konnte auch die Rennversion durch verbesserten Luftfluss an der Fahrzeugfront profitieren, da die aus der Karosserie herausstehenden Abdeckungen der Scheinwerfer der Corvette C5-R ersetzt wurden. Die große Kühleröffnung der Corvette C6.R, die statt der verschiedenen kleinen Öffnungen der Corvette C5-R verwendet wurde, diente nicht nur zur Kühlung der Bremsen, sondern verbesserte auch die Aerodynamik, während die Luft am hinteren Teil der Motorhaube wieder ausströmte.
Unter der Karosserie behielt die Corvette C6.R einen großen Teil der Mechanik von der Corvette C5-R bei. Derselbe 7-Liter-V8-Motor von Katech wurde genutzt, war aber seriennäher zum LS7-Motor der Corvette Z06. Dieser Motor, bekannt als LS7.R, erhielt 2006 für seine Leistung und Haltbarkeit die Auszeichnung „Motorsport-Motor des Jahres“. Wie schon der Corvette C5-R fehlte auch der Corvette C6.R ein Heckfenster aufgrund der Struktur der Rahmenkonstruktion und den Treibstofftanks im Raum hinter dem Cockpit. Daher wurde die Corvette C6.R um eine kleine Videokamera im Heckstoßfänger und einen Monitor unter dem Dach ergänzt. Die Fahrer bekamen dadurch eine bessere Übersicht nach hinten und mussten sich nicht alleine auf die Außenspiegel verlassen.
Eine weitere Innovation war die Klimaanlage im Cockpit, welche es den Fahrern ermöglicht, die hohen Temperaturen im Cockpit besser zu ertragen. Dies benötigte sowohl das Hinzufügen eines großen Entlüfters am Heck des Fahrzeugs als auch in den Außenspiegeln integrierte Ansaugluftöffnungen. Die Corvette C6.R hatte auch eine variable Zylinderabschaltung. Dieses System schaltet die Hälfte der Zylinder ab, um den Treibstoffverbrauch zu senken, während Höchstleistung nicht benötigt wird. Obwohl das System während der Saison erprobt wurde, führte sein Ausfall beim 24-Stunden-Rennen von Le Mans 2007 dazu, dass es von den Fahrzeugen entfernt wurde, bis es weiterentwickelt werden konnte.
Insgesamt wurden von Pratt & Miller acht Corvette C6.R gebaut. Ein neuntes Fahrzeug, welches für Entwicklungsarbeiten genutzt wurde, wurde auf einem Chassis der Corvette C5-R aufgebaut, verwendete aber die Karosserie der Corvette C6.R. Dieses Fahrzeug wurde nie in Rennen eingesetzt und wurde lediglich als Ausstellungsfahrzeug verwendet, welches neben der Corvette C6 2005 bei der North American International Auto Show erstmals der Öffentlichkeit vorgestellt wurde.

## Renngeschichte

### Rennerfolge
- 2005: Zum vierten Male innerhalb von fünf Jahren konnte Corvette dank seines neuen Renners einen Doppelsieg in Le Mans in der GT1-Klasse einfahren. Jedes von der C6.R bestrittene Rennen im Jahr 2005 wurde von ihr auch gewonnen.
- 2006: Die C6-R gewinnt erneut die ALMS und zum 5. Mal die Le-Mans-GT1-Serie sowie zum wiederholten Male auch die Team- und Konstrukteursmeisterschaft.
- 2006: Das Herz der C6.R, der LS7-R-Motor, wird als Global Motorsport Engine of the Year (Rennmotor des Jahres) gekrönt. Der Titel wurde GM an der Professional Motorsport World Expo 2006 in Köln, Deutschland, überreicht, nachdem die Jury bestehend aus 50 der bekanntesten Renningenieure ihre Entscheidung gefällt hatte.
- 2007: Sieg beim 24-Stunden-Rennen von Spa-Francorchamps der FIA-GT. Eingesetzt durch Carsport Holland + Phoenix Racing mit den Fahrern Jean-Denis Delétraz, Mike Hezemans, Marcel Fässler, Fabrizio Gollin

### Corvette Racing
Nach dem Rückzug der Corvette C5-R am Ende der Saison 2004 startete das Werksteam Corvette Racing 2005 mit zwei brandneuen Corvette C6.R. Im Gegensatz zum Vorgänger, welcher nur an ausgewählten Veranstaltungen teilnahm, bis er schnell und zuverlässig war, bestritten die Corvette C6.R gleich im ersten Jahr eine volle Saison in der American Le Mans Series. Dennoch begann die Saison für Corvette Racing nicht planmäßig, da der ebenfalls neue Aston Martin DBR9 von Prodrive den Saisonauftakt, das 12-Stunden-Rennen von Sebring, gewann, und Corvette Racing damit seine erste Niederlage seit dem Ende der Saison 2003 bescherte. Nach dem Rennen kehrte Prodrive nach Europa zurück und Corvette Racing war somit in der Lage, alle folgenden Rennen der Saison zu gewinnen. Auch als Prodrive in den letzten beiden Saisonrennen wieder zurückkehrte, setzten die verbesserten Corvette C6.R ihre Siegesserie fort und gewannen beide Rennen. Die Corvette C6.R wagte sich für das 24-Stunden-Rennen von Le Mans auch nach Europa hinaus, wo Corvette Racing die schnelleren Aston Martin DBR9 durch bessere Zuverlässigkeit schlagen konnte, und in seiner Klasse einen Doppelsieg einfuhr und in der Gesamtwertung die Plätze fünf und sechs belegte.
Im Jahr 2006 konzentrierte sich Prodrive auf die American Le Mans Series und lieferte sich über die ganze Saison einen harten Kampf mit Corvette Racing. Zwar revanchierte sich Corvette Racing für die Niederlage beim 12-Stunden-Rennen von Sebring im vorherigen Jahr, doch Prodrive konnte im weiteren Verlauf der Saison mehrere Rennen für sich entscheiden. Beide Teams lagen über die gesamte Saison in der Punktewertung eng beieinander, bis Corvette Racing nach dem letzten Rennen mit einem Vorsprung von drei Punkten die Meisterschaft zum zweiten Mal in Folge mit der Corvette C6.R gewann. Beim 24-Stunden-Rennen von Le Mans hatten die Aston Martin DBR9 erneut Probleme mit der Zuverlässigkeit, nachdem sie das Rennen anführten, sodass eine Corvette C6.R das Rennen auf dem vierten Platz in der Gesamtwertung beendete und erneut in der GT1-Klasse siegte.
Nach der Saison 2006 kehrte Prodrive wieder nach Europa zurück, um den Aston Martin DBR9 zu verbessern und auf Le Mans vorzubereiten. Dies bedeutete, dass Corvette Racing 2007 keinen ernsthaften Gegner in der American Le Mans Series hatte und in neun von zwölf Saisonrennen der einzige Teilnehmer in der GT1-Klasse war. Somit konnte Corvette Racing mühelos zum dritten Mal in Folge mit der Corvette C6.R die Meisterschaft für sich entscheiden. Beim 24-Stunden-Rennen von Le Mans waren die Corvette C6.R nicht in der Lage, ihre vorherigen Erfolge zu wiederholen, da die Aston Martin nun haltbarer waren und ihr Tempo über die gesamten 24 Stunden halten konnten. Der Aston Martin DBR9 erzielte seinen ersten Klassensieg und verdrängte Corvette Racing auf Platz zwei.
Zu Ehren des kanadischen Rennfahrers Ron Fellows setzte Corvette Racing in Mosport ein drittes Fahrzeug ein. Dieses Fahrzeug besaß die weiß-rote Lackierung der Corvette Z06 „Ron Fellows Edition“, eine limitierte Version des Straßenwagens, um Fellows Beteiligung am Rennprogramm von Corvette Racing seit seinem Beginn zu ehren. Ron Fellows steuerte das Fahrzeug bei seinem Heimrennen.
2008 zeigte sich ein ähnliches Bild in der American Le Mans Series wie schon in der Saison zuvor. Corvette Racing trat bei sieben von elf Rennen als einziger Teilnehmer in der GT1-Klasse an und konnte jedes Rennen für sich entscheiden. Die Meisterschaft gewann das Team erneut mit deutlichem Vorsprung. Auch beim 24-Stunden-Rennen von Le Mans wiederholten sich die Ereignisse, als der Aston Martin DBR9 beide Corvette C6.R von Corvette Racing knapp auf die Plätze verwies und zum zweiten Mal in Folge den Klassensieg einfuhr.
Corvette Racing setzte die Corvette C6.R zu Beginn der Saison 2009 noch bei zwei Rennen in der American Le Mans Series ein und zog seine Fahrzeuge nach dem 24-Stunden-Rennen von Le Mans zurück, um sich auf das neue GT2-Rennprogramm zu konzentrieren. Bei seinem Abschlussrennen in Le Mans zeigte Corvette Racing noch einmal das Potenzial der Corvette C6.R, als das Fahrzeug – begünstigt durch die Abwesenheit von Prodrive – wieder einen Klassensieg einfuhr.

### Privatteams
Wie schon die Corvette C5-R gelangten auch Corvette C6.R, welche vorher vom Werksteam verwendet wurden, schließlich in die Hände von Privatteams, als sie durch neuere Chassis ersetzt wurden. Anders als die Corvette C5-R, von der erst nach vier Jahren das erste Fahrzeug an ein anderes Team verkauft wurde, wurden die Corvette C6.R bereits nicht einmal ein Jahr nach ihrem Debüt verkauft. Corvette Motorsport mit Sitz in Belgien betreut momentan die Privatteams, welche in Europa an Rennen teilnehmen.

#### GLPK-Carsport

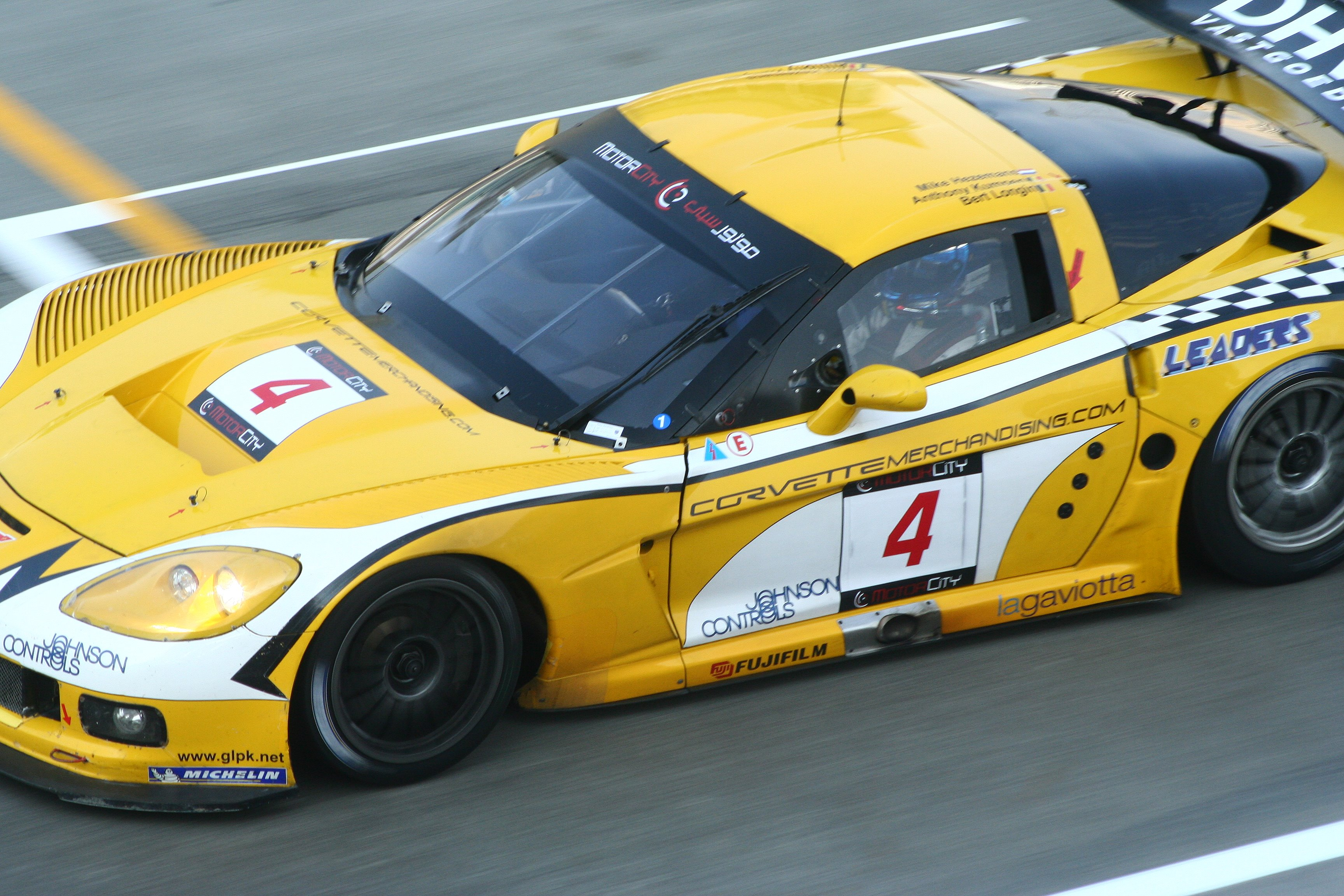
Die Corvette C6.R von GLPK-Carsport beim Lauf der FIA-GT-Meisterschaft in Dubai 2006.

GLPK-Carsport wurde vom belgischen Unternehmer Paul Kumpen und Toine Hezemans nach einem Zusammenschluss von PK Carsport und Carsport Holland gegründet. Nachdem 2005 eine Corvette C5-R erfolgreich in der FIA-GT-Meisterschaft eingesetzt worden war, kaufte Toine Hezemans eine von zwei Corvette C6.R, welche in der Saison 2005 von Corvette Racing genutzt wurde. GLPK-Carsport ergänzte seinen Rennstall um das Fahrzeug und ersetzte damit 2006 die Corvette C5-R in der FIA-GT-Meisterschaft. Das Fahrerteam Bert Longin, Anthony Kumpen und Mike Hezemans fuhr das Fahrzeug über die gesamte Saison und erzielte einen Sieg in Le Castellet sowie einen dritten Platz beim 24-Stunden-Rennen von Spa-Francorchamps.

#### Carsport Holland
Im Jahr 2007 spaltete sich GLPK-Carsport wieder auf und Carsport Holland schloss sich mit Jean-Denis Delétraz und seinem Team Phoenix Racing zusammen. Mit Unterstützung von Marcel Fässler und Fabrizio Gollin konnte Carsport Holland das Vitaphone Racing Team abwehren und gewann das 24-Stunden-Rennen von Spa-Francorchamps. Damit gelang dem Team zugleich der erste Gesamtsieg einer Corvette bei einem 24-Stunden-Rennen. Carsport Holland erzielte einen weiteren Sieg in Nogaro, bevor es die Saison auf dem vierten Platz in der Teamwertung und dem dritten Platz in der Fahrerwertung abschloss.
2008 wurde das Team von Hauptsponsor GMAC unterstützt und setzte nun eine zweite Corvette C6.R ein. GLPK-Carsport fuhr mehrere Pole-Positions und zwei Rennsiege ein. Nachdem Marcel Fässler einen Rennsieg und fünf Pole-Positions erzielt hatte, wurde er Ende der Saison 2008 im Werksteam Corvette Racing angestellt.

#### PK Carsport
Nach der Aufspaltung von GLPK-Carsport 2007 setzte PK Carsport wieder seine Corvette C5-R ein, bevor das Team 2008 auf einen Saleen S7R wechselte. 2009 trat PK Carsport wieder mit einer Corvette C6.R an, nachdem sich das Team nach Carsport Hollands Rückzug von seiner vorherigen Partnerschaft mit Phoenix Racing zusammenschloss. PK Carsport erreichte in der Saison bereits zwei Siege, darunter auch das 24-Stunden-Rennen von Spa-Francorchamps, bei welchem nun schon zum zweiten Mal in drei Jahren eine Corvette C6.R siegreich war.

#### DKR Engineering

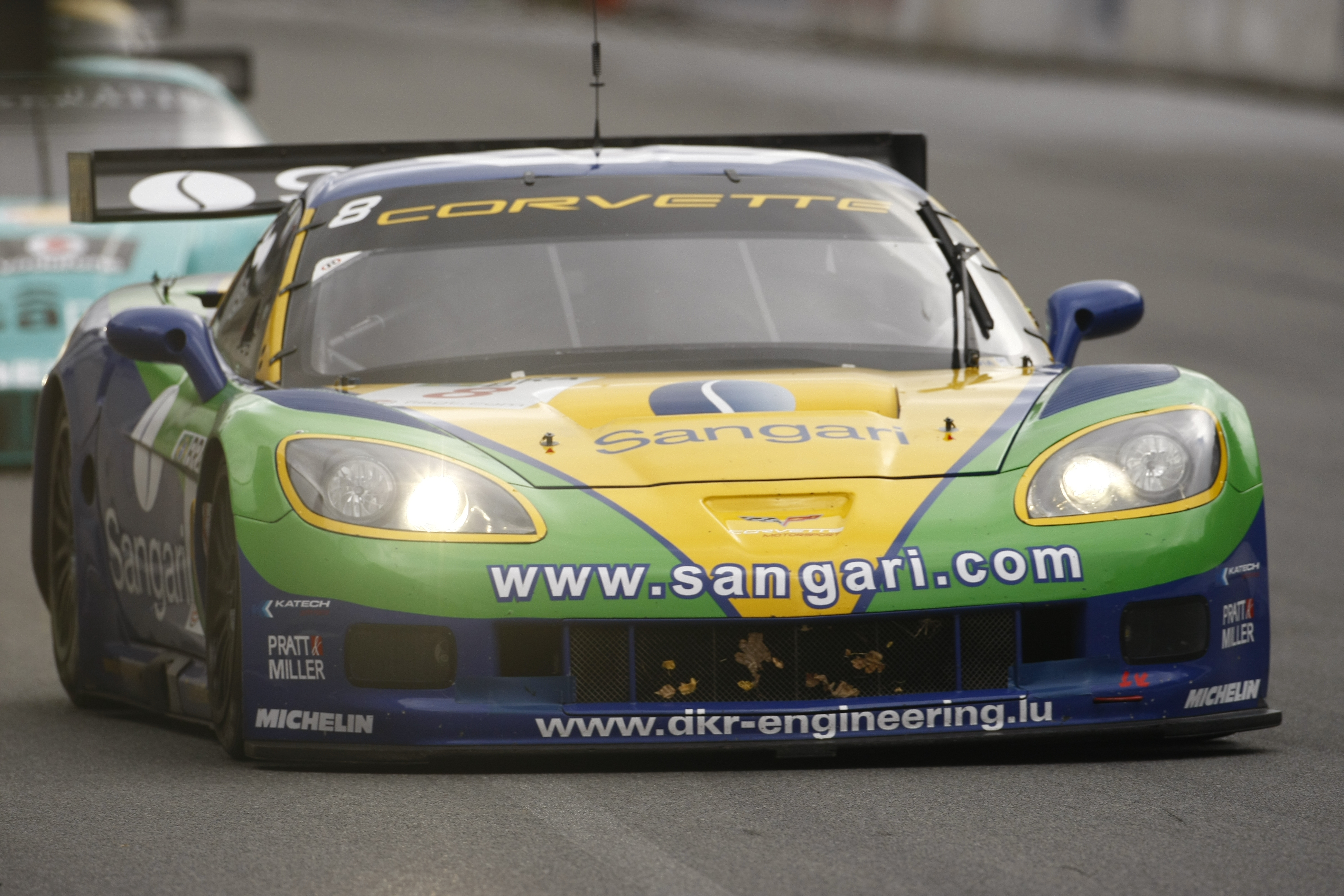
Corvette von DKR in Zolder 2009

Das belgische Team PSI Experience trat 2006 sowohl in der französischen GT-Meisterschaft als auch in der Le Mans Series bei ihrer Erstaustragung an. Das Team erzielte in der französischen GT-Meisterschaft einen Sieg in Lédenon, während das beste Ergebnis in der Le Mans Series ein dritter Platz beim 1000-km-Rennen von Spa-Francorchamps war. PSI Experience startete auch beim 24-Stunden-Rennen von Spa-Francorchamps, welches es als Fünfter beendete. In Paul Ricard trat das Team erneut bei einem Lauf der FIA-GT-Meisterschaft an und wurde Zweiter hinter der Corvette C6.R von GLPK-Carsport.
2007 bestritt PSIs Corvette C6.R hauptsächlich die französische GT-Meisterschaft, während sie auch bei einzelnen Läufen der FIA-GT-Meisterschaft und dem 24-Stunden-Rennen von Le Mans am Start stand. Zur Saison 2008 verlieh PSI beide Fahrzeuge an Dany Lallemand und Kendy Janclaes von DKR Engineering, um zusammen mit Mechanikern von PSI Experience ihr eigenes Team zu gründen.
Im Juni 2009 wurde DKR Engineering zum Sangari Team Brazil, dem ersten brasilianischen Team in der FIA-GT-Meisterschaft, umgeformt. DKR Engineering stellt weiterhin technische Unterstützung bereit. Die Fahrer des Teams, welches sein Debüt beim 24-Stunden-Rennen von Spa-Francorchamps gab, sind Enrique Bernoldi und Roberto Streit. In Paul Ricard erzielten sie ihren ersten Rennsieg.

#### Luc Alphand Aventures

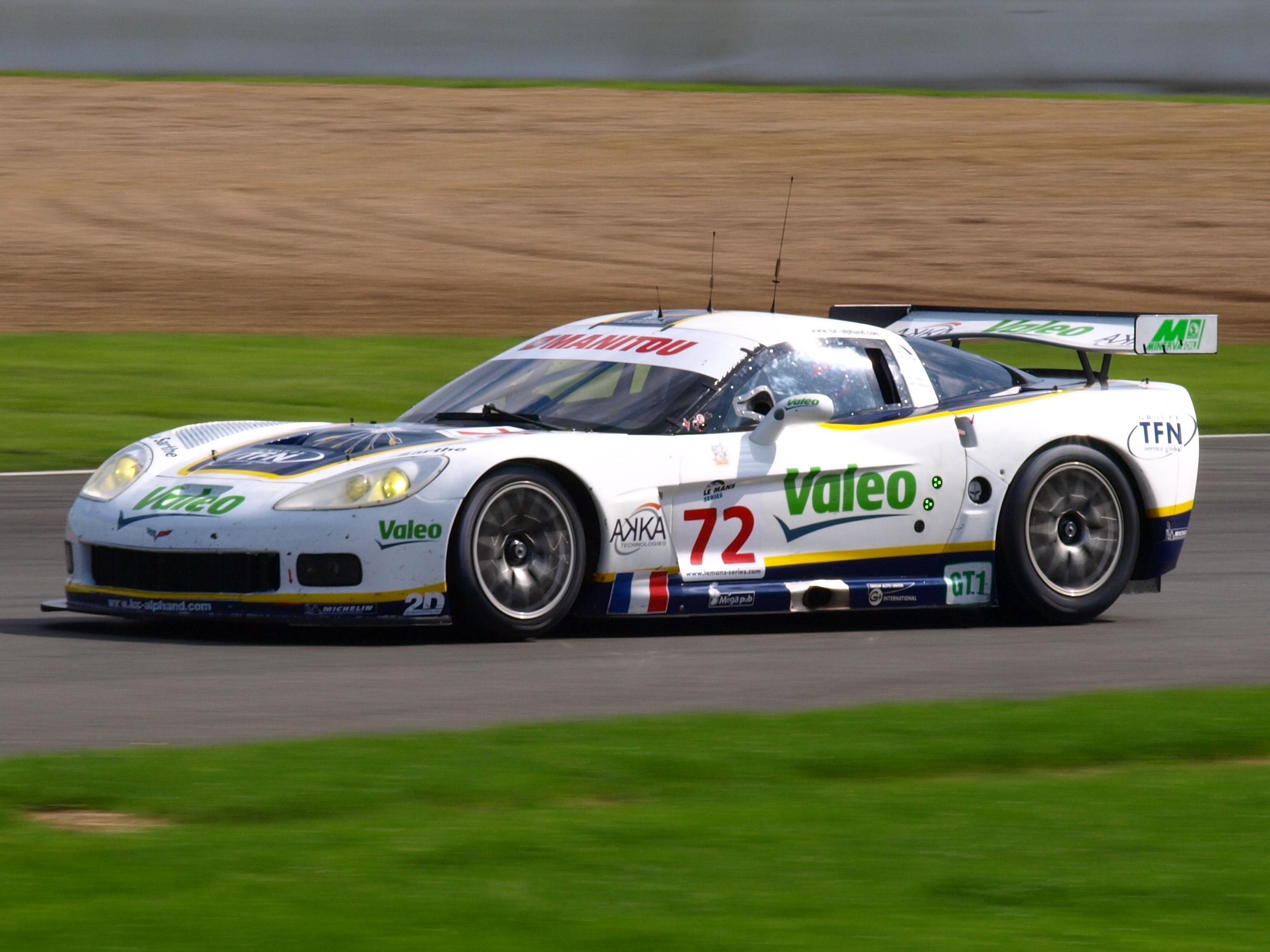
Luc Alphands Corvette C6.R beim 1000-km-Rennen von Silverstone 2008

Als weiterer Kunde, welcher bereits eine Corvette C5-R erwarb, kaufte Luc Alphand eine Corvette C6.R, um sie neben der Corvette C5-R 2006 in der Le Mans Series einzusetzen. Dort erhielt sein Team von Pratt & Miller für sein europäisches Rennprogramm Werksunterstützung. Als Teil der Werksunterstützung starteten Corvette Racings Rennfahrer Oliver Gavin und Olivier Beretta für Luc Alphand Aventures. 2007 trat das Team mit Oliver Gavin und Olivier Beretta auch beim 24-Stunden-Rennen von Spa-Francorchamps an, wo es das Ziel auf dem sechsten Platz erreichte.
In der Saison 2008 gelang es dem Team, den Aston Martin DBR9 des Teams Modena in der Le Mans Series zu schlagen und sowohl die Team- als auch die Fahrerwertung für sich zu entscheiden. Luc Alphand entschied sich dazu, die zwei Fahrzeuge seines Teams getrennt einzusetzen, eines in der FIA-GT-Meisterschaft und eines in der Le Mans Series.

#### Selleslagh Racing Team
Patrick Salleslagh war der erste Käufer einer GT-Corvette, als er Ende 2003 eine Corvette C5-R erwarb. Anschließend gewann das Selleslagh Racing Team 2005 und 2006 die belgische GT-Meisterschaft und entschied auch das 24-Stunden-Rennen von Zolder für sich.
Zur Saison 2008 kaufte das Selleslagh Racing Team nun eine Corvette C6.R und trat damit in der französischen GT-Meisterschaft und in der FIA-GT-Meisterschaft an. Mit ihrem Sieg in Monza fuhren Christophe Bouchut und Xavier Maassen den ersten Sieg in der FIA-GT-Meisterschaft für das Team ein.
In der Saison 2009 setzte das Selleslagh Racing Team seine Corvette C6.R weiterhin in der FIA-GT-Meisterschaft und in der französischen GT-Meisterschaft ein. In der FIA-GT-Meisterschaft wird das Fahrzeug vom ehemaligen PK-Carsport-Piloten Bert Longin und von James Ruffier gesteuert. In Portimão erzielten sie ihren ersten Rennsieg der Saison.

## Pratt & Miller Corvette C6RS
Die Pratt & Miller Corvette C6RS ist ein Umbau der Corvette Z06, welcher der Corvette C6.R ähnelt und Teile von ihr verwendet. Das von Pratt & Miller hergestellte Fahrzeug hat einen 8,2-Liter-V8-Motor von Katech Performance und hat eine Maximalleistung von 600 HP. Das Fahrzeug erreicht eine Höchstgeschwindigkeit von 203 Meilen pro Stunde. Es war geplant, 25 Fahrzeuge herzustellen. Die Produktion begann im April 2008 und endete nach nur sieben Einheiten.

## Corvette C6.R GT2

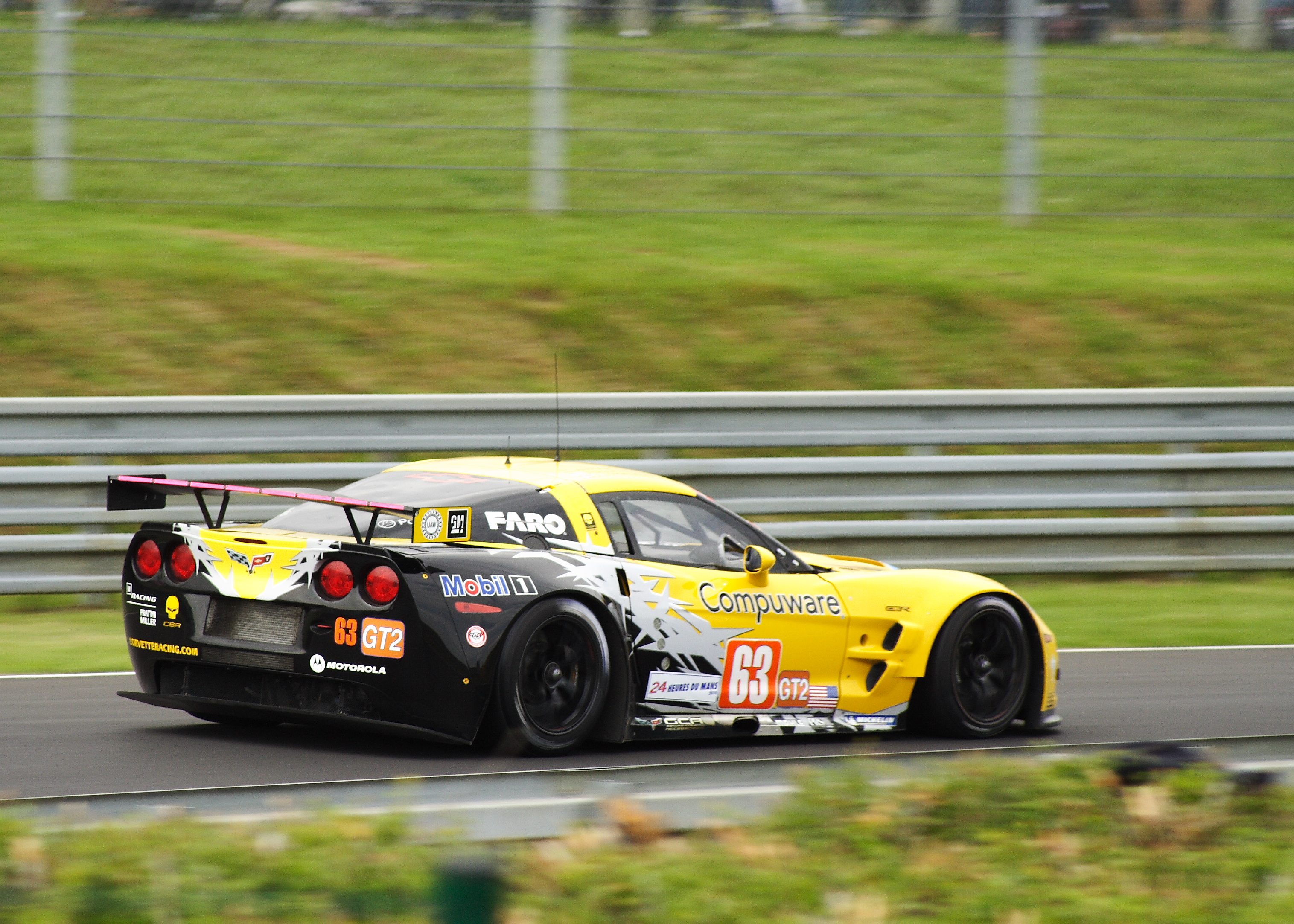
C6.R GT2 in Le Mans 2010

Am 9. September 2008 kündigten Steve Wesoloski, Manager der Corvette Racing GM Road Racing Group, und Doug Fehan, Manager des Rennprogramms von Corvette Racing, an, dass sie die Corvette C6.R der Klasse GT1 2009 nur in der ersten Hälfte der Saison in der American Le Mans Series einsetzen werden. Nach dem 24-Stunden-Rennen von Le Mans setzt Corvette Racing eine neuentwickelte Corvette C6.R der Klasse GT2 ein, um sie auf die Saison 2010, in der die GT-Klassen neu strukturiert werden, vorzubereiten.
Der neuentwickelte 6-Liter-V8 Motor mit 345 kW (470 PS) des Fahrzeugs basiert auf dem sieben Liter großen LS7.R-Motor aus dem GT1-Rennwagen, der 434 kW (590 PS) leistet. Es gab Pläne, den Motor zur Saison 2010 auf 5,5 Liter Hubraum zu verkleinern. Das Fahrzeug hat die Karosserie des neuen Straßenwagens Corvette ZR1. Im Gegensatz zum GT1-Rennwagen mit Rahmen aus Stahl sowie Keramikbremsscheiben, hat der GT2-Rennwagen einen Rahmen aus Aluminium, metallische Bremsscheiben, einen kleineren Frontsplitter und einen kleineren Heckflügel.
Der neue GT2-Rennwagen hatte sein Renndebüt beim Lauf der American Le Mans Series in Mid-Ohio 2009. Obwohl sie in einer neuen Klasse mit einem neuen Fahrzeug antraten, wurden Jan Magnussen und Johnny O’Connell Zweite bei ihrem ersten Rennen und sicherten sich beim dritten Rennen in Mosport nach einem langen Kampf mit dem Ferrari F430 von Risi Competizione ihren ersten Klassensieg.